# Kettering (Ohio)
Pour les articles homonymes, voir Kettering.
Kettering est une ville de l’État de l'Ohio (comté de Montgomery), aux États-Unis. La commune comptait 56 163 habitants lors du recensement de 2010.

## Source
- (en) Cet article est partiellement ou en totalité issu de l’article de Wikipédia en anglais intitulé « Kettering, Ohio » (voir la liste des auteurs).